# インプリズン -修道女の悪夢-
『インプリズン -修道女の悪夢-』（原題：Nympha）は、2007年のイタリアのホラー映画。

## あらすじ
アメリカ人のサラが入ったローマにある修道院は、神に近づくために拷問のような儀式を行う修道院であった...

## スタッフ
- 監督：イヴァン・ズッコン
- 脚本：イヴォ・ガッツァリーニ
- 音楽：リチャード・バンド

## キャスト
- ティファニー・シェピス
- カロリーヌ・デ・クリストファロ
- ジュゼッペ・ゴッバート
- アレッサンドラ・グエルツォーニ
- アラン・マッケンナ
- マイケル・シーガル
- フランチェスコ・プリマヴェラ